# My Own Destruction
『My Own Destruction』（マイ・オウン・ディストラクション）はELLEGARDENの2作目のミニアルバムである。

## 概要
2002年10月6日発売。2枚目のミニアルバム。タイトルは5曲目「Jamie」の歌詞の一部から。

## 収録曲
| 全作詞・作曲: 細美武士。 |                                        |          |            |
| #                        | タイトル                               | 作詞     | 作曲・編曲 |
| 1.                       | 「(Can't Remember) How We Used To Be」 | 細美武士 | 細美武士   |
| 2.                       | 「Under Control」                      | 細美武士 | 細美武士   |
| 3.                       | 「右手」                               | 細美武士 | 細美武士   |
| 4.                       | 「Mouse Molding」                      | 細美武士 | 細美武士   |
| 5.                       | 「Jamie」                              | 細美武士 | 細美武士   |
| 6.                       | 「おやすみ」                           | 細美武士 | 細美武士   |

- 「(Can't Remember) How We Used To Be」はベストアルバム『ELLEGARDEN BEST 1999-2008』にも収録。
- 「右手」については、細美とプライベートでも親交が深い矢野顕子が同曲をライブや弾き語りアルバム『音楽堂』などでカバーしている。

## タイアップ
- オリジナルアニメDVD『I'll』vol.2主題歌 (#3)